# Karl Meister (Philologe)

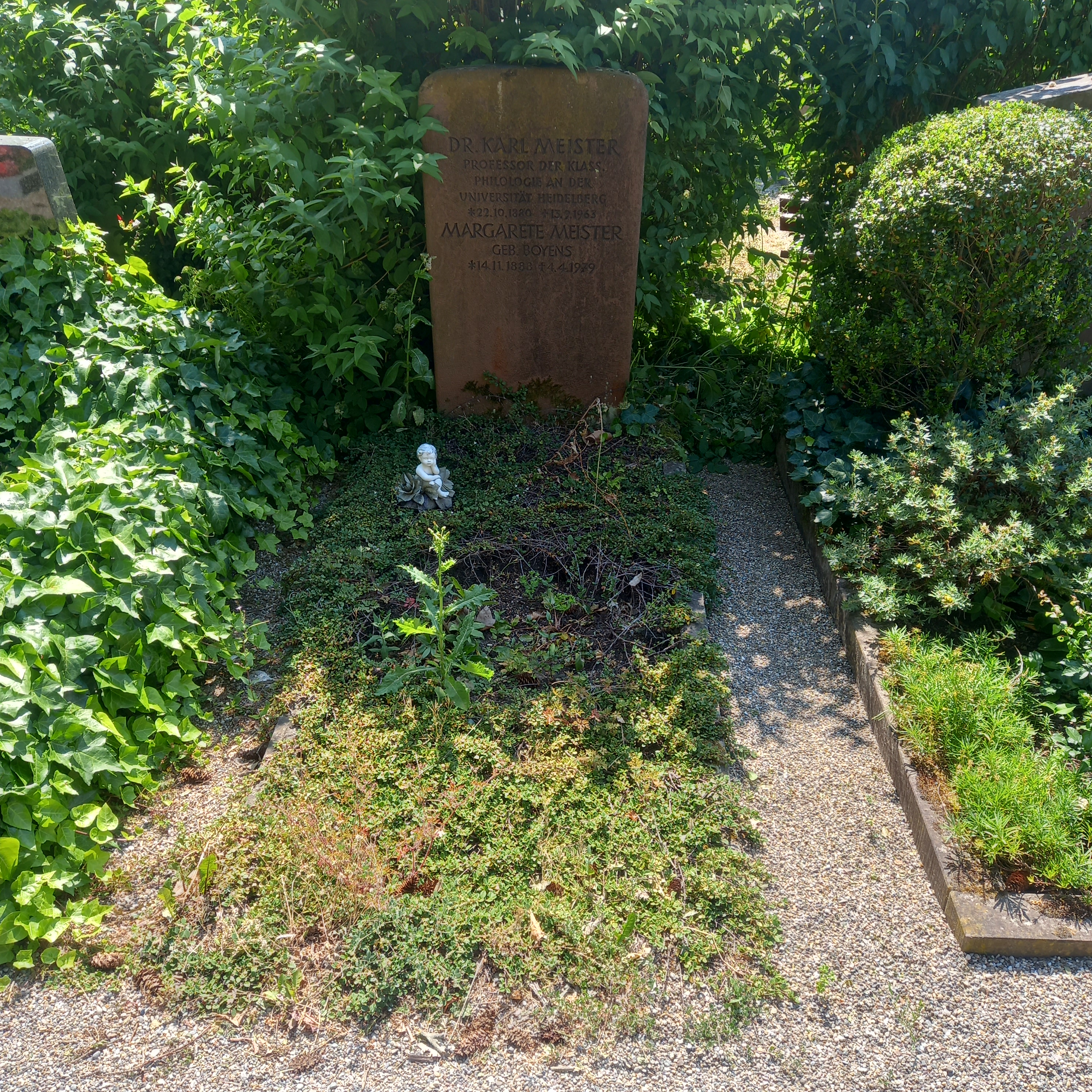
Das Grab von Karl Meister und seiner Ehefrau Margarete geborene Boyens auf dem Friedhof Handschuhsheim in Heidelberg

Karl Max Richard Meister (* 22. Oktober 1880 in Leipzig; † 13. September 1963 in Heidelberg) war ein deutscher Klassischer Philologe.

## Leben
Karl Meister wurde als Sohn von Richard Meister (1848–1912) am 22. Oktober 1880 in Leipzig geboren. Seine sprachwissenschaftlichen Forschungen gingen auf seinen Vater zurück, der altgriechische Dialekte erforscht hatte. 1899 nahm Meister das Studium der klassischen Philologie, Indogermanistik und Archäologie auf und legte 1905 in diesen Fächern das Staatsexamen ab.
Im selben Jahr wurde er zum Dr. phil. durch seine Dissertation Der syntaktische Gebrauch des Genitivs in den kretischen Dialektinschriften promoviert. 1909 habilitierte er sich – zwischenzeitlich arbeitete er im Schuldienst – in Leipzig für Klassische Philologie und Indogermanische Sprachwissenschaft mit der Arbeit De itinerario Aetheriae abbatissae perperam nomini S. Silviae addicto.
Im selben Jahr wurde er in Berlin Extraordinarius. Der Akademisch-Philologische Verein Berlin im Naumburger Kartellverband ernannte ihn zum Ehrenmitglied. 1914 ging er als Ordinarius nach Königsberg, 1921 als Nachfolger von Otto Weinreich an die Universität Heidelberg, wo er bis 1949 arbeitete. Dort war er 1926/1927 Dekan der philosophischen Fakultät, 1930/1931 Rektor der Universität. Seit 1924 war er ordentliches Mitglied der Heidelberger Akademie der Wissenschaften. Meisters Interesse galt allen Abschnitten der lateinischen Literatur gleichermaßen. Bis heute richtungsweisend ist sein Beitrag Altes Vulgärlatein.
Ebenso beschäftigten ihn die Ethik und der Glauben der Römer. 1925–1933 war Meister Mitherausgeber der Zeitschrift Gnomon. Auch der Gräzistik war Meister nicht fremd, so gab er 1921 den Text Die homerische Kunstsprache heraus. In einigen Punkten überholt ist sie aber dennoch tonangebend und bis heute bedeutend.

## Schriften (Auswahl)
- Der syntaktische Gebrauch des Genitivs in den kretischen Dialekt-Inschriften. In: Indogermanische Forschungen 18, 1905/1906, S. 133–204, Digitalisat.
- Altes Vulgärlatein. In: Indogermanische Forschungen 26, 1910, S. 69–98.
- De itinerario Aetheriae abbatissae perperam nomini S. Silviae addicto. 1909, Sonderdruck aus: Rheinisches Museum für Philologie. N.F. 64,3, Digitalisat.
- Die homerische Kunstsprache. 1921.